# 丹科·茨维蒂恰宁
丹科·茨维蒂恰宁（1963年10月16日—），克罗地亚男子篮球运动员。他曾代表南斯拉夫、克罗地亚参加1988年和1992年夏季奥林匹克运动会篮球比赛，获得二枚银牌。